# Мой брат дьявол
«Мой брат дьявол» (англ. My Brother the Devil) — дебютный фильм сценариста и режиссёра Салли Хосейни.

## Сюжет
В центре сюжета картины два брата египетского происхождения, живущие на окраине восточного Лондона. Mo — чувствительный подросток. Он боготворит своего старшего брата Рашида, который содержит семью благодаря наркобизнесу и тёмным делишкам. Рашид хочет лучшего будущего для Мо, в то время как сам Мо во всём старается подражать Рашиду и намерен пойти по той же криминальной дорожке. Настоящим откровением для Мо стало известие о том, что старший брат является геем и что у него есть бойфренд по имени Саид. Саид — интеллектуален и обаятелен, когда Рашид приглашает его на обед с родителями, тот очаровывает их своим умением поддержать дискуссию о политике на Ближнем Востоке. Проблема в том, что интеллигентность и гомосексуальность не в чести в бандитской среде. Это прекрасно понимают и Рашид и Мо.

## В ролях
| Актёр          | Роль  |
| -------------- | ----- |
| Джеймс Флойд   | Рашид |
| Фейди Эльсайед | Мо    |
| Саид Тагмауи   | Саид  |
| Аймен Хамдуши  | Рэпо  |

## Награды
В 2012 году фильм получил следующие призы:
- Приз за лучшую европейскую картину от европейских кинотеатров «Label Europa Cinemas» на Берлинале (Салли Хосейни)
- Приз за «лучшую операторскую работу» на кинофестивале Сандэнс (Дэвид Рэдекер)
- Приз «лучшему британскому дебютанту» на кинофестивале в Лондоне (Салли Хосейни)
- Приз большого жюри на кинофестивале Аутфест (Салли Хосейни)
- Премия британского независимого кино в номинации «Самый многообещающий дебют» (Джеймс Флойд)